# Labiodentální nazála
Labiodentální nazála je souhláska, která se vyskytuje v mnoha jazycích. V mezinárodní fonetické abecedě se označuje symbolem ɱ, číselné označení IPA je 115, ekvivalentním symbolem v SAMPA je M.
Tato hláska není v žádném z jazyků popsána jako samostatný foném (někdy se uvádí dialekt kukuya bantuského jazyka teke, zde je však popis této hlásky sporný), ale v mnoha jazycích včetně češtiny funguje jako alofon k obouretnému /m/. Před retozubnými souhláskami [f] a [v] se obvykle posouvá místo artikulace a hláska se vyslovuje jako retozubná, jako je tomu např. ve slově tramvaj.

## Charakteristika
- Způsob artikulace: ražená souhláska (ploziva). Vytváří se pomocí uzávěry (okluze), která brání proudění vzduchu a je na posléze uvolněna, čímž vzniká zvukový dojem – od toho též označení závěrová souhláska (okluziva).
- Místo artikulace: retozubná souhláska (labiodentála). Úžina se vytváří mezi horními zuby, při artikulaci se dolní ret dotýká horních zubů.
- Znělost: Znělá souhláska – při artikulaci hlasivky vibrují.
- Nosová souhláska (nazála) – vzduch prochází při artikulaci před uvolněním uzávěry nosní dutinou.
- Středová souhláska – vzduch proudí převážně přes střed jazyka spíše než přes jeho boky (po uvolnění uzávěry).
- Pulmonická egresivní souhláska – vzduch je při artikulaci vytlačován z plic.